# Le Mesnil-Saint-Denis
Le Mesnil-Saint-Denis település Franciaországban, Yvelines megyében. Lakosainak száma 7103 fő (2022. január 1.). Le Mesnil-Saint-Denis Coignières, Dampierre-en-Yvelines, Élancourt, Lévis-Saint-Nom, Saint-Forget, Saint-Lambert, Trappes és La Verrière községekkel határos.

## Népesség
A település népességének változása:
| Lakosok száma | 6605 | 6714 | 6863 | 6789 | 6814 | 6777 | 6831 | 6929 | 7103 |
|               | 2013 | 2015 | 2016 | 2017 | 2018 | 2019 | 2020 | 2021 | 2022 |